# Atletica leggera maschile ai Giochi della XXII Olimpiade
Alla Giochi della XXII Olimpiade di Mosca 1980 sono stati assegnati 24 titoli nell'atletica leggera maschile.

## Calendario
| Gare         |                         |                         |             |              |   |              |                   |                   |    |    |  |
| 100 m        | 100 m                   |                         | 200 m       | 200 m        |   |              | Staffetta 4x100 m | Staffetta 4x100 m | 24 |    |  |
| 110 m ost.   | 110 m ost.              |                         | 400 m       | 400 m        |   | 400 m        | Staffetta 4x400 m | Staffetta 4x400 m | 24 |    |  |
| 400 m ost.   | 400 m ost.              | 400 m ost.              |             |              |   |              |                   |                   | 24 |    |  |
| 800 m        | 800 m                   | 800 m                   |             |              |   | 1500 m       | 1500 m            | 1500 m            | 24 |    |  |
| 10.000 m     |                         |                         | 10.000 m    | 5000 m       |   | 5000 m       | 5000 m            | Maratona          | 24 |    |  |
| Marcia 20 km |                         | 3000 m siepi            |             | 3000 m siepi |   | Marcia 50 km | 3000 m siepi      |                   | 24 |    |  |
| Triplo       | Triplo                  |                         | Lungo       | Lungo        |   |              | Alto              | Alto              | 24 |    |  |
|              |                         | Giavellotto             | Giavellotto | Asta         |   | Asta         |                   |                   | 24 |    |  |
|              |                         |                         | Disco       | Disco        |   |              | Martello          | Martello          | 24 |    |  |
|              | Decathlon (1ª giornata) | Decathlon (2ª giornata) |             | Peso         |   | Peso         |                   |                   | 24 |    |  |
|              |                         |                         |             |              |   |              |                   |                   |    |    |  |
| Titoli       | 1                       | 3                       | 3           | 2            | 3 | -            | 4                 | 2                 | 6  | 24 |  |

|  | Qualificazioni |  | Finali |

Come a Montréal, il giorno di riposo è il martedì. Nelle due edizioni precedenti ne avevano risentito i 400 metri piani e i 110 ostacoli. Nell'ultima edizione erano stati penalizzati anche i 3000 siepi. A Mosca non si toccano i 400 piani (di nuovo la gara si protrae per ben quattro giorni) e le Siepi (vedi sotto) mentre si decide di arretrare i 110 ostacoli di quattro giorni.
Gli ostacoli alti appaiono quindi nel primo e nel secondo giorno del programma.
Ma nei primi giorni si disputano (da sempre) anche i 400 ostacoli: così i 110 e i 400 h sono sovrapposti. Non era ancora accaduto nel XX secolo. L'unico precedente era infatti Parigi 1900. 

Per quanto riguarda i concorsi, nelle ultime due edizioni il martello era stato inframmezzato dal giorno di pausa. Questa volta la gara viene collocata negli ultimi due giorni (sicuramente è merito dei russi, che lo considerano come la loro specialità d'elezione). Il suo posto è preso dal Getto del peso.
Per la prima volta i 5000 metri e le Siepi si disputano su tre turni. Vediamo cos'era successo nelle due edizioni precedenti:
- 5000 metri: a Montréal gli iscritti erano 42, a Monaco di Baviera 71 e si disputarono due turni;
- 3000 siepi: a Montréal gli iscritti erano 25, a Monaco 49 e si disputarono ugualmente due turni.

A Mosca gli iscritti sono rispettivamente 37 e 32. Sembra quindi che la scelta non sia dovuta al numero, quanto alla volontà di uniformare le due gare agli 800 e ai 1500 metri. Il passaggio da due a tre turni implica anche che chi tenta l'accoppiata 10.000/5.000 deve scendere in pista cinque volte, per un totale di 35 km. 

La gara delle siepi - che rimane inframmezzata dal giorno di riposo - è distribuita lungo cinque giorni (tanti).
Altre decisioni:
- Ritorna il giorno di pausa tra 100 e 200 metri piani;
- Come i 110 m ostacoli, viene spostato nei primi giorni di gare anche il Decathlon (scelta che non verrà ripetuta).

La ripartizione dei titoli assegnati nella prima e nella seconda settimana è perfetta: 12 + 12.

## Nuovi record
I tre record mondiali sono, per definizione, anche record olimpici.
| Nuovo record mondiale in | 3 specialità: | alto, asta e martello. |
| Nuovo record olimpico in | 1 specialità: | getto del peso.        |

## Risultati delle gare
| Specialità | Oro                                                                                    | Risultato | Argento                                                                    | Risultato | Bronzo                                                              | Risultato     | Dettagli            |
| --- | -------------------------------------------------------------------------------------- | --------- | -------------------------------------------------------------------------- | --------- | ------------------------------------------------------------------- | ------------- | ------------------- |
| 100 m | Allan Wells                                                                            | 10"25     | Silvio Leonard                                                             | 10"25     | Petar Petrov                                                        | 10"42         | Classifica completa |
| 200 m | Pietro Mennea                                                                          | 20"19     | Allan Wells                                                                | 20"21     | Don Quarrie                                                         | 20"29         | Classifica completa |
| 400 m | Viktor Markin                                                                          | 44"60     | Rick Mitchell                                                              | 44"84     | Frank Schaffer                                                      | 44"87         | Classifica completa |
| 800 m | Steve Ovett                                                                            | 1'45"40   | Sebastian Coe                                                              | 1'45"85   | Nikolaj Kirov                                                       | 1'45"94       | Classifica completa |
| 1.500 m | Sebastian Coe                                                                          | 3'38"40   | Jürgen Straub                                                              | 3'38"80   | Steve Ovett                                                         | 3'38"99       | Classifica completa |
| 5.000 m | Miruts Yifter                                                                          | 13'20"91  | Suleiman Nyambui                                                           | 13'21"60  | Kaarlo Maaninka                                                     | 13'22"00      | Classifica completa |
| 10.000 m | Miruts Yifter                                                                          | 27'42"69  | Kaarlo Maaninka                                                            | 27'44"28  | Mohamed Kedir                                                       | 27'44"64      | Classifica completa |
| 3.000 m siepi | Bronisław Malinowski                                                                   | 8'09"70   | Filbert Bayi                                                               | 8'12"48   | Eshetu Tura                                                         | 8'13"57       | Classifica completa |
| 110 m ostacoli | Thomas Munkelt                                                                         | 13"39     | Alejandro Casañas                                                          | 13"40     | Alexander Puchkov                                                   | 13"44         | Classifica completa |
| 400 m ostacoli | Volker Beck                                                                            | 48"70     | Vassili Archipenko                                                         | 48"86     | Gary Oakes                                                          | 49"11         | Classifica completa |
| Maratona | Waldemar Cierpinski                                                                    | 2h11'03"0 | Gerard Nijboer                                                             | 2h11'20"0 | Satymkul Dzhumanasarov                                              | 2h11'35"0     | Classifica completa |
| Marcia 20 km | Maurizio Damilano                                                                      | 1h23'35"5 | Pëtr Počenčuk                                                              | 1h24'45"4 | Roland Wieser                                                       | 1h25'58"2     | Classifica completa |
| Marcia 50 km | Hartwig Gauder                                                                         | 3h49'24"  | Jorge Llopart                                                              | 3h51'25"  | Evgeni Ivchenko                                                     | 3h56'32"      | Classifica completa |
| Salto in alto | Gerd Wessig                                                                            | 2,36 m    | Jacek Wszoła                                                               | 2,31 m    | Jörg Freimuth                                                       | 2,31 m        | Classifica completa |
| Salto con l'asta | Władysław Kozakiewicz                                                                  | 5,78 m    | Tadeusz Ślusarski Konstantin Volkov                                        | 5,65 m    | Non assegnato                                                       | Non assegnato | Classifica completa |
| Salto in lungo | Lutz Dombrowski                                                                        | 8,54 m    | Frank Paschek                                                              | 8,21 m    | Valeri Podluzhnij                                                   | 8,18 m        | Classifica completa |
| Salto triplo | Jaak Uudmäe                                                                            | 17,35 m   | Viktor Saneev                                                              | 17,24 m   | João Carlos de Oliveira                                             | 17,22 m       | Classifica completa |
| Getto del peso | Vladimir Kiselёv                                                                       | 21,35 m   | Aleksandr Baryšnikov                                                       | 21,08 m   | Udo Beyer                                                           | 21,06 m       | Classifica completa |
| Lancio del disco | Viktor Raščupkin                                                                       | 66,64 m   | Imrich Bugár                                                               | 66,38 m   | Luis Delís                                                          | 66,32 m       | Classifica completa |
| Lancio del martello | Jurij Sedych                                                                           | 81,80 m   | Sergej Litvinov                                                            | 80,64 m   | Jüri Tamm                                                           | 78,96 m       | Classifica completa |
| Lancio del giavellotto | Dainis Kūla                                                                            | 91,20 m   | Aleksandr Makarov                                                          | 89,64 m   | Wolfgang Hanisch                                                    | 86,72 m       | Classifica completa |
| Decathlon | Daley Thompson                                                                         | 8.495 p.  | Juri Kuzenko                                                               | 8.331 p.  | Sergei Zheljanov                                                    | 8.135 p.      | Classifica completa |
| Staffetta 4×100 m | Unione Sovietica Vladimir Muravjov Nikolai Sidorov Aleksandr Aksinin Andreij Prokofjev | 38"26     | Polonia Zenon Licznerski Leszek Dunecki Marian Woronin Krzysztof Zwoliński | 38"33     | Francia Patrick Barré Pascal Barré Hermann Panzo Antoine Richard    | 38"53         | Classifica completa |
| Staffetta 4×400 m | Unione Sovietica Viktor Markin Remigius Valiulis Mikhail Linge Nikolaij Chernezki      | 3'01"1    | Germania Est Klaus Thiele Andreas Knebel Frank Schaffer Volker Beck        | 3'01"3    | Italia Roberto Tozzi Mauro Zuliani Stefano Malinverni Pietro Mennea | 3'04"3        | Classifica completa |
| record mondiale; record olimpico; record mondiale stagionale; record africano; record asiatico; record europeo; record nord-centroamericano e caraibico; record sudamericano; record oceaniano; record nazionale; record personale; record personale stagionale. |                                                                                        |           |                                                                            |           |                                                                     |               |                     |

Statistiche
Dei 21 olimpionici vincitori delle gare individuali a Montréal (i 50 km di marcia non si sono disputati), solo due si sono ritirati dall'attività agonistica: lo svedese Garderud e lo statunitense Jenner. A causa del boicottaggio non sono presenti gli altri tre americani e il neozelandese Walker (1500 metri). Gury Drut (110 hs) è stato squalificato dalla Federazione mondiale. In più Alberto Juantorena (oro su 400 e 800 metri) si ripresenta solo sulla distanza breve. Dei rimanenti dodici campioni olimpici (Lasse Viren trionfò su 5000 e 10.000) solo due riescono a riconfermarsi: Waldemar Cierpinski nella maratona e Jurij Sedych nel lancio del martello.

A causa del boicottaggio mancano cinque primatisti mondiali, per un totale di otto titoli (Henry Rono detiene quattro record del mondo, di cui tre su distanze olimpiche). Sono solo due i primatisti mondiali che vincono la loro gara a Mosca: Pietro Mennea nei 200 metri e Sebastian Coe nei 1500 metri.
Jacek Wszoła (Salto in alto) e Udo Beyer (Getto del peso) sono gli unici che si presentano nella veste di campione in carica e di primatista mondiale. Nessuno di essi si riconferma.
Nonostante l'annunciato boicottaggio del governo, gli atleti statunitensi disputano regolarmente i loro Trials. Vi partecipano tutti e tre i campioni in carica (come si è detto, Bruce Jenner si è ritirato). I risultati: Moses vince i 400 ostacoli con 47”90; nel lungo Robinson arriva sesto; Wilkins vince il Disco con 68,68.
Per quanto riguarda i primatisti mondiali, oltre a Moses si qualifica Renaldo Nehemiah, che vince i 110 ostacoli con 13”26.